# Staleochlora arcuata
Staleochlora arcuata is een rechtvleugelig insect uit de familie Romaleidae. De wetenschappelijke naam van deze soort is voor het eerst geldig gepubliceerd in 1908 door Rehn.